# Aloinella cucullifera
Aloinella cucullifera är en bladmossart som beskrevs av Steere 1948. Aloinella cucullifera ingår i släktet Aloinella och familjen Pottiaceae. Inga underarter finns listade i Catalogue of Life.